# Ursula Strozynski

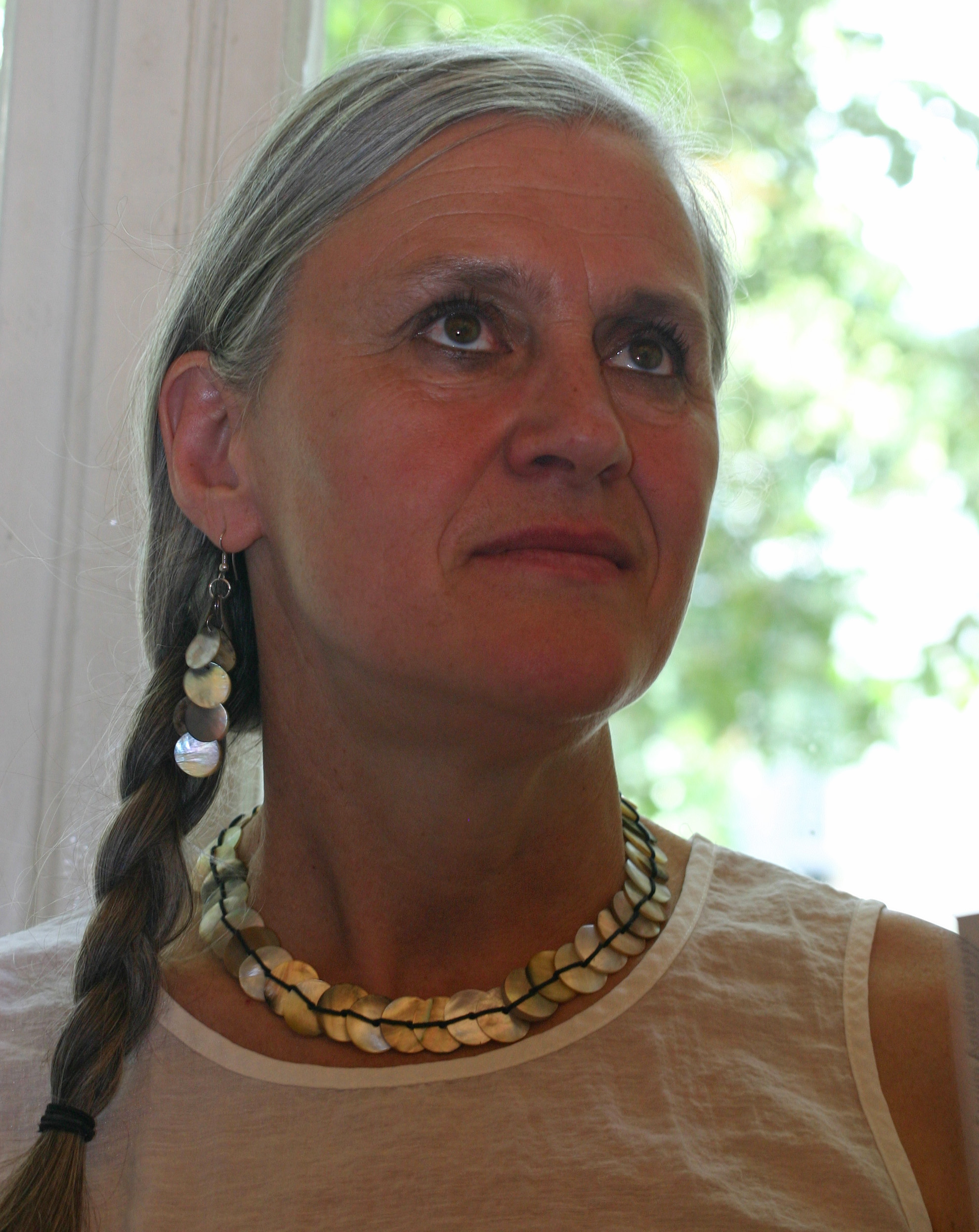
Ursula Strozynski, 2013

Ursula Strozynski (* 11. Januar 1954 in Dingelstädt) ist eine deutsche Malerin und Grafikerin.

## Leben
Ursula Strozynski studierte von 1972 bis 1976 Architektur an der Technischen Universität Dresden. Von 1976 bis 1977 arbeitete sie als Projektantin im VEB Industriehochbau Berlin. Seitdem lebt sie in Berlin-Pankow als freischaffende Künstlerin. Sie hat eine Vorliebe für die Darstellung von Industrieanlagen und -gebäuden sowie für andere architektonisch interessante Themen.
Seit 1981 hatte sie eine Vielzahl von Personalausstellungen und beteiligte sie sich auch an internationalen Ausstellungen. In der DDR war sie neben einer Anzahl weiterer wichtiger Ausstellungen 1982/1983 und 1987/1988 in Dresden auf der IX. und X. Kunstausstellung der DDR vertreten.
Ursula Strozynski war von 1983 bis 1990 Mitglied des Verbands Bildender Künstler der DDR. 1992 gründete sie, u. a. mit Marguerite Blume-Cárdenas, Elli Graetz, Annet Gröschner, Gisela Kurkhaus-Müller und Nuria Quevedo, die Künstlerinnen-Initiative Xanthippe e. V.
Von 1996 bis 2006 lehrte sie an der Sommerakademie Marburg Zeichnen und Malen, und von 2000 bis 2006 war sie in Zittau Gastdozentin für Zeichnen an der Hochschule Zittau/Görlitz.

## Bildliche Darstellung Ursula Strozynskis

### Darstellung in der bildenden Kunst
- Ellen Fuhr: Ursula Strozynski (1987, Radierung)[2]

### Fotografische Darstellung
- Christian Borchert: Die Malerin Ursula Strozynski vor einem ihrer Werke (1966; aus einer Serie von Aufnahmen)[3]

## Museen und öffentliche Sammlungen mit Werken von Ursula Strozynski (unvollständig)
- Beeskow: Kunstarchiv Beeskow
- Berlin: Neue Nationalgalerie
- Berlin: Stiftung Stadtmuseum Berlin
- Berlin: Stiftung Kunstforum der Berliner Volksbank
- Berlin: Kunstsammlung des Bundestages[4]
- Berlin: Kunstsammlung Pankow[5]
- Berlin: Kunstsammlung Berlin Marzahn-Hellersdorf
- Frankfurt/Oder: Brandenburgisches Landesmuseum für moderne Kunst (vormals Museum Junge Kunst)
- New York City: Jewish Museum
- Oberhausen: Ludwig Galerie Schloss Oberhausen
- Salzgitter: Staatliche Kunstsammlungen Schloss Salder

## Werkbeispiele
- Ostkreuz (1979, Aquatinta-Radierung; auf der IX. Kunstausstellung der DDR)[6]
- Mitropa-Kneipe (Radierung, 30,2 × 39,4 cm; auf der X. Kunstausstellung der DDR)[7]
- Am Hackeschen Markt (1984, Aquatinta-Radierung, 31,7 × 39,8 cm)[8]

## Einzelausstellungen seit der deutschen Wiedervereinigung (unvollständig)
- 1990 Berlin, Galerie Eva Poll
- 1994 Hamburg, Galerie Rose
- 1997 Bautzen, Galerie Budyssin
- 1999 Berlin, Galerie Inselstraße
- 1999 Berlin, Forum Amalienpark
- 2001 Berlin, Galerie Sophien-Edition
- 2003 Berlin, Galerie 100
- 2004 Berlin, Galerie Vagt
- 2006 Berlin, Forum am Amalienpark
- 2013 Berlin, Galerie Pankow („Südwärts“)[9]
- 2019 Heringsdorf, Kunstpavillon Heringsdorf (mit Manfred Butzmann)[10]
- 2024 Ostseebad Wustrow, Kunstscheune Barnsdorf (Sommerausstellung – Barbara Müller-Kageler • Ursula Strozynski • Jutta Schölzel)
- 2025 Berlin-Altglienicke, Galerie der Berliner Graphikpresse ("Auf Reisen")[11]